# Estación de Tenabo
Tenabo fue una estación de trenes que se encuentra en Tenabo, Campeche. La estación contó con una sala de espera y una oficina para el jefe de Estación. La estación fue remodelada en el 2020 para crear Centro Integrador del Bienestar.